# Mái dầm
Mái dầm (danh pháp khoa học:Cryptocoryne ciliata) là một loài thực vật có hoa trong họ Ráy (Araceae). Loài này được (Roxb.) Fisch. ex Wydler miêu tả khoa học đầu tiên năm 1830.